# Hoangphucpagode

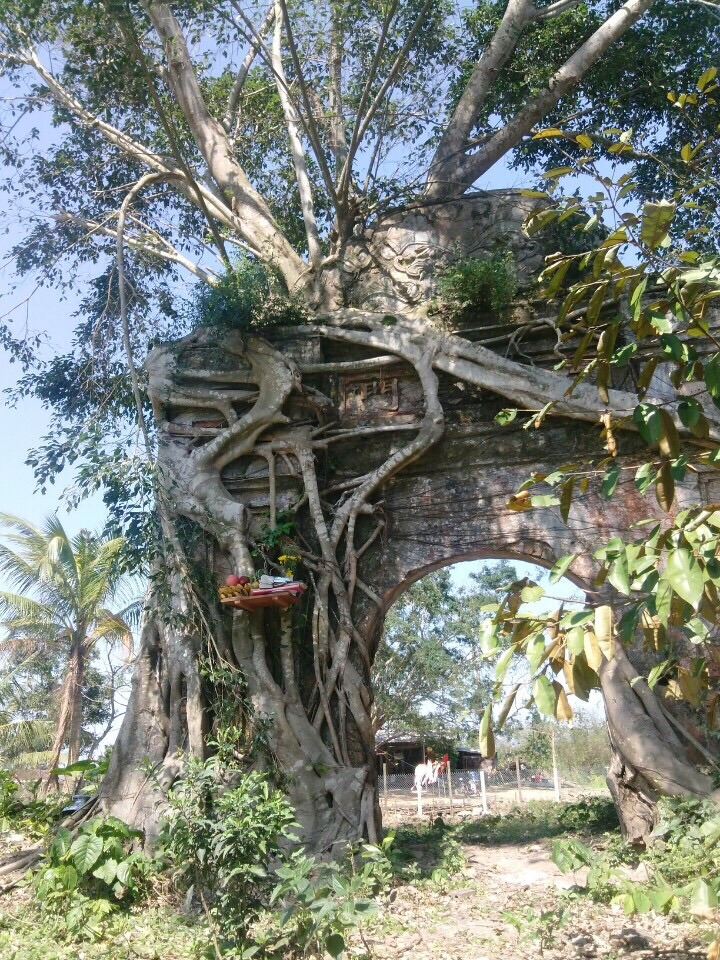
overblijfsel van de tempelpoort

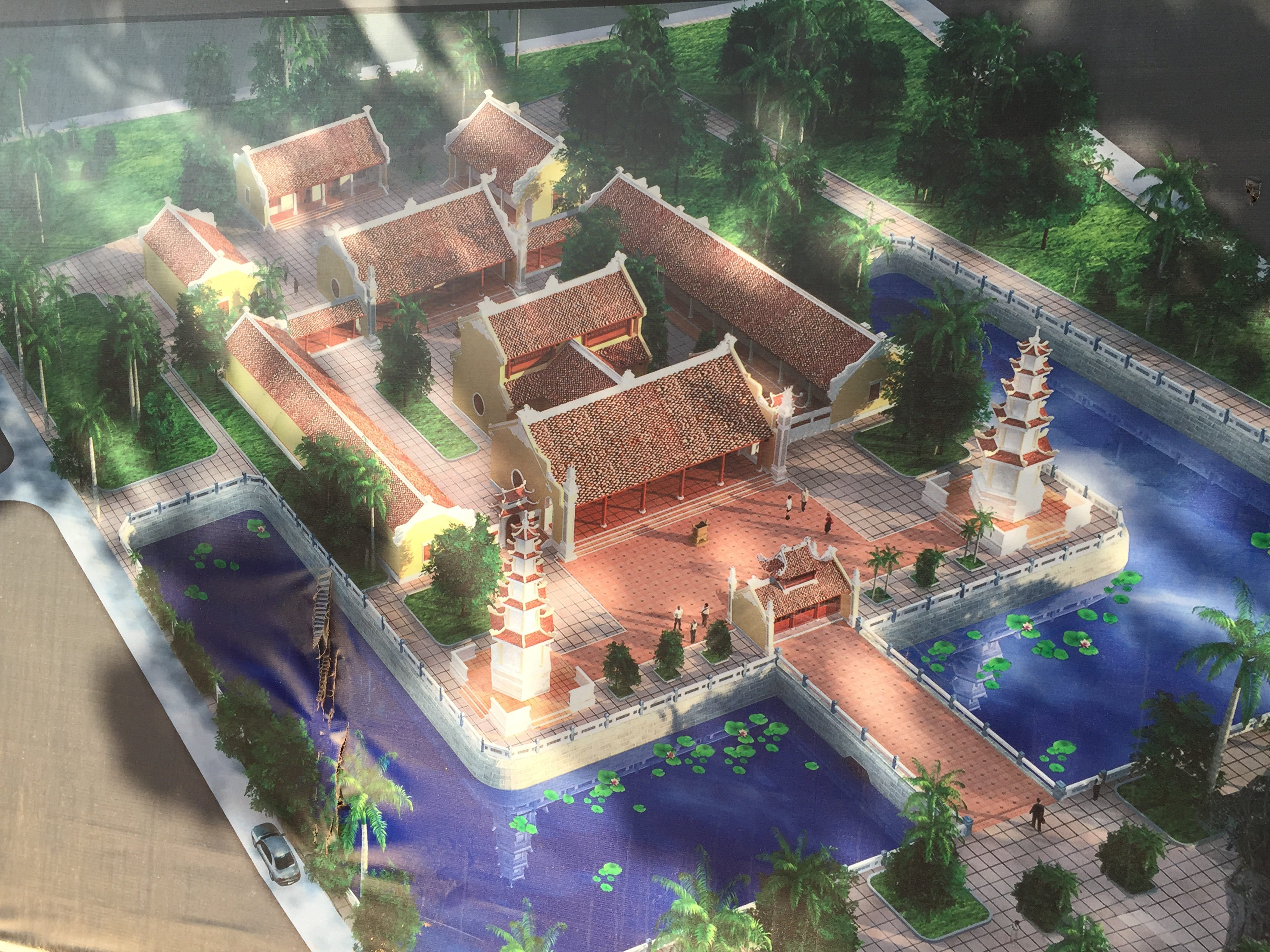
Maquette van de Hoangphucpagode

De Hoangphucpagode is de tempel van het district van Le Thuy, provincie Quang Binh, Vietnam.
De eerste tempel die meer dan 700 jaar geleden werd gebouwd, is een van de oudste pagodes in het centrum van Vietnam. De tempel werd vaak herbouwd. In december 1985 werd de pagode verwoest door een tropische orkaan. In november 2014 werd de herbouw gestart die in januari 2016 was afgerond. De Burmese Boeddhistische Sangha gepresenteerd śarīra van Boeddha (van Schwedagonpagode in Yangon, Myanmar) om deze pagode op 16 januari 2016.